# Cordulegaster trinacriae
Cordulegaster trinacriae là một loài chuồn chuồn ngô thuộc họ Cordulegastridae. Nó là loài đặc hữu của Ý. Môi trường sống tự nhiên của chúng là rừng khô nhiệt đới hoặc cận nhiệt đới, sông ngòi, và suối nước ngọt. Chúng hiện đang bị đe dọa vì mất môi trường sống.